# Francesc Xavier Hernàndez Cardona
Francesc Xavier Hernàndez Cardona (Barcelona, 1954) és un historiador català i catedràtic de Didàctica de les Ciències Socials a la Universitat de Barcelona. És autor de diversos treballs sobre la història militar de Catalunya, la guerra de Successió Espanyola i l'educació i l'ensenyament de la història.
Director del projecte històric i museogràfic del Museu d'Història de Catalunya, ha participat en diverses excavacions arqueològiques i projectes de museïtzació com ara el projecte «Muralles d'Eivissa» i l'exposició «Donec perficiam» al Born. Des de gener de 2004, durant la VII Legislatura, fou Director General de Recerca de la Generalitat de Catalunya. Dimití el març de 2007, a principis de la VIII legislatura en denunciar el desmantallament del DURSI. És coordinador del grup de recerca consolidat de la Generalitat de Catalunya «DIDPATRI: Didàctica del Patrimoni», la línia d'investigació del qual se centra en l'àmbit de la museografia didàctica. Membre de la Fundació Reeixida, participa des del 2017 en el projecte de fixació de la bandera estelada.

## Publicacions
Té una ampla producció de llibres i articles sobre estudis històrics així com sobre didàctica, museografia i metodologia d'historiografia. A més destaquen unes obres il·lustrades de vulgarització entre d'altres sobre la història de Barcelona i els uniformes militars als Països Catalans.
- 1714, el Setge de Barcelona (2012) amb il·lustracions de Guillem H. Pongiluppi.[11] Una de les sorpreses d'aquest estudi és que la guerra que es va perdre, s'hauria pogut guanyar, si el General Moragues no hagués comés l'error de lliurar Castelciutat a l'enemic, el que hauria dividit les forces atacants entre Barcelona, Cardona i Castellciutat.[12]
- Soldats, guerrers i combatents dels Països Catalans (2014), il·lustracions de Francesc Riart.[13] El llibre comença amb la prehistòria i acaba amb els mossos d'Esquadra.[14]
- La Barcelona de Cerdà (2015), amb il·lustracions de Mar Hernàndez Pongiluppi,[15] un llibre on descriu com la teoria cabalística ha influït en el disseny de l'Eixample de Barcelona. Defensa la idea que Ildefons Cerdà, en el context de l'ascens de la maçoneria catalana del segle xix, dissenyés una nova ciutat com a capital d'un nou país tenint en compte les aportacions de la Càbala.[16]